# Lisandro López
Lisandro López (ur. 2 marca 1983 w Rafael Obligado) – argentyński piłkarz występujący na pozycji napastnika. Obecnie gra w Sarmiento.
Ze względu na pochodzenie przodków posiada również obywatelstwo włoskie.

## Kariera klubowa
Lisandro López zawodową karierę rozpoczął w 2003 w Racing Club de Avellaneda. 14 czerwca w zremisowanym 2:2 meczu przeciwko Vélezowi Sársfield zadebiutował w argentyńskiej Primera División. Pierwszego gola w ligowych rozgrywkach Lisandro strzelił 10 października podczas zakończonego takim samym rezultatem spotkania z Lanúsem. Argentyński napastnik zdobywając dwanaście bramek w dziewiętnastu występach został najlepszym strzelcem turnieju otwarcia w sezonie 2004/2005. Dobra skuteczność spowodowała, że pozyskaniem Lópeza zainteresowało się kilka europejskich klubów, między innymi Charlton i FC Porto.
Ostatecznie za dwa i pół miliona euro Lisandro latem 2005 odszedł do FC Porto. W portugalskiej Superlidze zadebiutował 21 sierpnia w wygranym 1:0 pojedynku przeciwko Estreli. Pierwszego gola w lidze Argentyńczyk uzyskał 2 października, kiedy to Porto zremisowało z CS Marítimo 2:2. W całym sezonie López wystąpił w 26 meczach Superligi i zdobył siedem goli, wpisał się na listę strzelców również w spotkaniu Ligi Mistrzów ze szkockim Rangers. Razem z ekipą "Smoków" sięgnął także po tytuł mistrza Portugalii. W kolejnych rozgrywkach wychowanek Racing Clubu również strzelił w lidze siedem bramek i także wywalczył mistrzostwo kraju, oprócz tego uzyskał dwa trafienia w pojedynku Champions League przeciwko Hamburgerowi SV. W sezonie 2007/2008 Lisandro prezentował już znacznie lepszą skuteczność i w 27 meczach Superligi zdobył 24 gole. Został królem strzelców rozgrywek i drugiego w tej klasyfikacji Óscara Cardozoa wyprzedził aż o trzynaście trafień. Razem z Porto argentyński zawodnik sięgnął też po trzeci z rzędu tytuł mistrza Portugalii, a sam został wybrany najlepszym piłkarzem Superligi.
7 lipca Lisandro López podpisał kontrakt z Olympique Lyon, do którego został sprowadzony w celu zastąpienia Karima Benzemy. Francuska drużyna zapłaciła za transfer 24 miliony euro. Jeśli wypełniona zostałaby klauzula dotycząca liczby goli jakie Lisandro strzeli dla Lyonu to Porto otrzymałoby dodatkowe 4 miliony. W Ligue 1 zadebiutował 8 sierpnia w meczu z Le Mans, kiedy to zdobywając gola z rzutu wolnego w 90. minucie ustalił wynik na 2:2. 25 sierpnia 2009 López strzelił hat-tricka w zwycięskim 3:1 meczu eliminacji Ligi Mistrzów z Anderlechtem. Łącznie w sezonie 2009/2010 Lisandro strzelił 15 goli w 33 ligowych występach i zdobył wicemistrzostwo Francji.
| Sezon   | Klub           | Kraj       | Rozgrywki        | Mecze | Bramki | Rozgrywki Europy   | Mecze | Bramki |
| ------- | -------------- | ---------- | ---------------- | ----- | ------ | ------------------ | ----- | ------ |
| 2002/03 | Racing Club    | Argentyna  | Primera División | 3     | 0      | -                  | -     | -      |
| 2003/04 | Racing Club    | Argentyna  | Primera División | 31    | 8      | -                  | -     | -      |
| 2004/05 | Racing Club    | Argentyna  | Primera División | 37    | 18     | -                  | -     | -      |
| 2005/06 | FC Porto       | Portugalia | Liga Sagres      | 26    | 7      | Liga Mistrzów UEFA | 2     | 1      |
| 2006/07 | FC Porto       | Portugalia | Liga Sagres      | 25    | 8      | Liga Mistrzów UEFA | 8     | 3      |
| 2007/08 | FC Porto       | Portugalia | Liga Sagres      | 27    | 24     | Liga Mistrzów UEFA | 8     | 3      |
| 2008/09 | FC Porto       | Portugalia | Liga Sagres      | 28    | 10     | Liga Mistrzów UEFA | 4     | 1      |
| 2009/10 | Olympique Lyon | Francja    | Ligue 1          | 33    | 15     | Liga Mistrzów UEFA | 12    | 7      |
| 2010/11 | Olympique Lyon | Francja    | Ligue 1          | 27    | 17     | Liga Mistrzów UEFA | 5     | 2      |
| 2011/12 | Olympique Lyon | Francja    | Ligue 1          | 28    | 16     | Liga Mistrzów UEFA | 6     | 1      |
| 2012/13 | Olympique Lyon | Francja    | Ligue 1          | 31    | 11     | Liga Europy UEFA   | 6     | 2      |
| 2013/14 | Olympique Lyon | Francja    | Ligue 1          | 0     | 0      | Liga Mistrzów UEFA | 0     | 0      |

Stan na: 18 czerwca 2013 r.

## Kariera reprezentacyjna
W reprezentacji Argentyny López zadebiutował 9 marca 2005 w zremisowanym 1:1 pojedynku z Meksykiem. Następnie wystąpił jeszcze w wygranym 2:1 spotkaniu przeciwko Węgrom, po czym na dłuższy okres wypadł z kadry. Powrócił do niej dopiero w 2008, kiedy to 26 marca Alfio Basile wpuścił go na boisko na ostatnie pięć minut towarzyskiego meczu z Egiptem zakończonego zwycięstwem "Albicelestes" 2:0. 12 sierpnia 2009 w zwycięskim 3:2 pojedynku towarzyskim z Rosją López zdobył swoją pierwszą bramkę dla reprezentacji.